# Pseudomphrale miramisho
Pseudomphrale miramisho är en tvåvingeart som beskrevs av Hassan och El-hawagry 2001. Pseudomphrale miramisho ingår i släktet Pseudomphrale och familjen fönsterflugor.
Artens utbredningsområde är Egypten. Inga underarter finns listade i Catalogue of Life.